# Anegada
Anegada er den nordligste af de Britiske Jomfruøer, en gruppe af øer, der udgør en del af øgruppen Jomfruøerne. Den ligger omkring 24 km (15 miles) nord for Virgin Gorda. Anegada er den eneste beboede ø af de Britiske Jomfruøer, som er dannet af koraller og kalksten, frem for at være af vulkansk oprindelse. Mens de andre øer er bjergrige, er Anegada flad og lav, idet højeste punkt kun er omkring 8,5 m (28 fod) over havets overflade. Navnet kan oversættes til "det druknede land".
Med sine omkring 38 kvadratkilometer (15 kvadrat miles), er Anegada den næststørste af de Britiske Jomfruøer, men er også den tyndest befolkede af de vigtigste øer (befolkning ca. 200). Størstedelen af befolkningen på Anegada bor i hovedbyen, The Settlement